# 奧芬山
46°53′20″N 9°12′50″E / 46.88889°N 9.21389°E

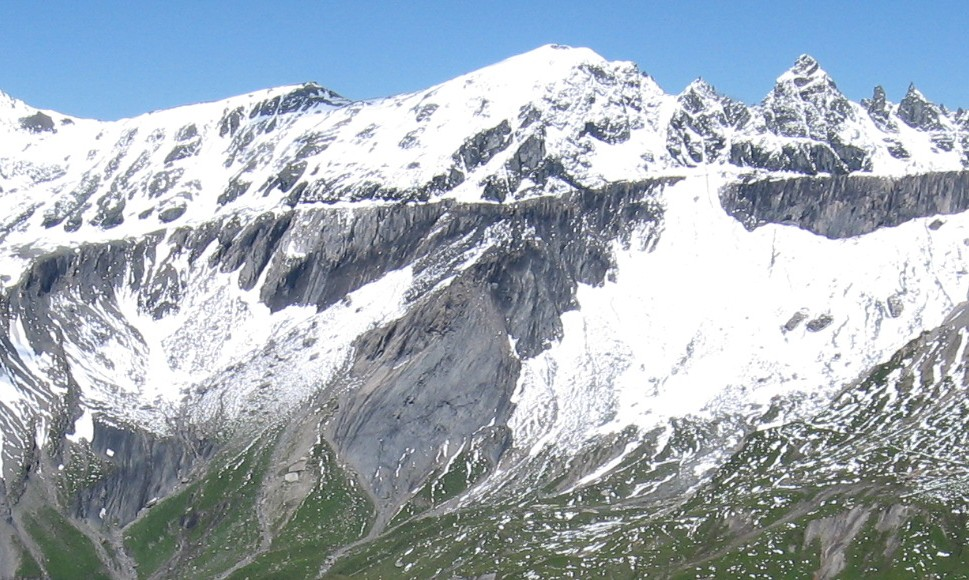

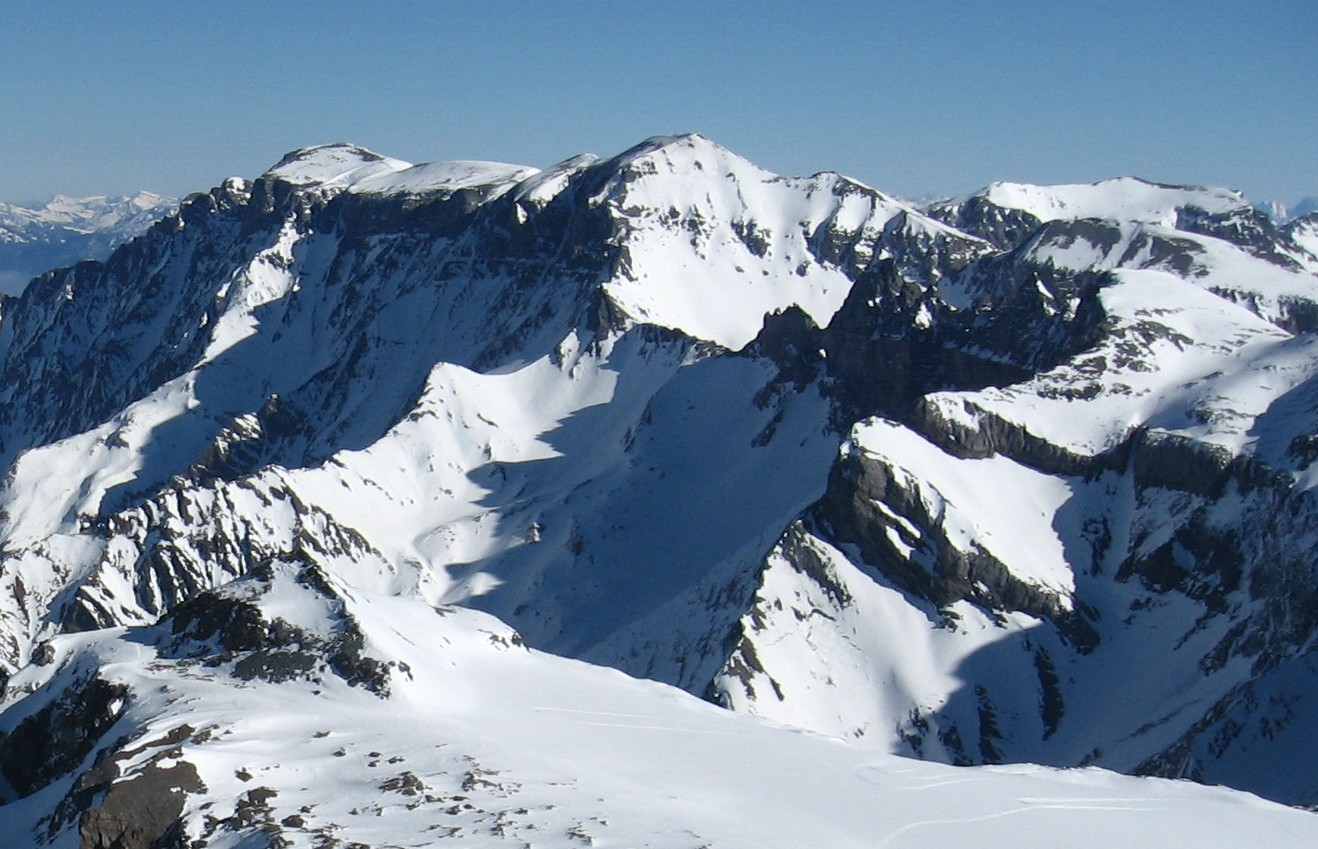

奧芬山（Ofen），是瑞士的山峰，位於該國中東部，由格拉魯斯州和格勞賓登州負責管轄，屬於格拉魯斯山的一部分，距離拉克瑟施特克利山1.2公里，海拔高度2,873米。